# Alberto Caballero (astrônomo)
Alberto Caballero é um astrônomo e divulgador científico espanhol. Ele é conhecido por ter identificado uma estrela semelhante ao Sol na região do céu de onde o sinal Wow! foi recebido, como uma das possíveis fontes do sinal de rádio. Caballero também é conhecido por fundar e coordenar o Projeto de Caça a Exoplanetas Habitáveis, um esforço internacional composto por mais de 30 observatórios que buscam exoplanetas habitáveis próximos. Os dados são coletados 24 horas por dia, 7 dias por semana, de estrelas específicas por observatórios localizados tanto no hemisfério norte quanto no sul, e uma lista inicial de candidatos a exoplanetas foi tornada pública em 2020.

## Trabalho
O candidato de Caballero para a origem do sinal Wow! foi apresentado em 2020. A estrela é considerada a mais semelhante ao Sol dentre os três análogos solares encontrados na região do céu. Ela possui temperatura, raio e luminosidade semelhantes ao Sol. A descoberta chamou a atenção do Instituto SETI, que declarou que "o astrônomo Alberto Caballero pode ter identificado a estrela hospedeira", enquanto Yuri Milner, fundador do Breakthrough Initiatives, afirmou que é intrigante que haja uma estrela semelhante ao Sol no lugar certo para ser sua fonte.
Em resposta à descoberta, em maio de 2022 o Breakthrough Listen realizou a primeira busca direcionada para o Sinal Wow! em colaboração entre o Green Bank Telescope e o Instituto SETI. As observações duraram 1 hora do Greenbank, 35 minutos do Allen Telescope Array, e 10 minutos simultaneamente. Nenhum candidato a tecnossinatura foi encontrado.
Seu trabalho foi novamente noticiado em 2020, após ele divulgar um projeto de nave espacial destinado a viagens interestelares tripuladas. O conceito, que se baseia no Bussard ramjet e na vela solar movida a laser propostos por Robert Forward, combina algumas de suas características ao usar propulsão solar para aceleração e força eletromagnética para desaceleração. A proposta foi destaque em uma edição de 2021 da revista da Sociedade Interplanetária Britânica Spaceflight.
Em 2022, Caballero fez uma aparição pública no programa de TV espanhol Cuarto Milenio, onde destacou que a estrela semelhante ao Sol que ele identificou dois anos antes está localizada a apenas 100 anos-luz de distância da distância mais provável onde podemos esperar encontrar a civilização extraterrestre mais próxima, segundo o pesquisador do SETI Claudio Maccone.
Em um estudo publicado em 2022, ele estimou o número de civilizações hostis na Via Láctea, bem como a probabilidade de invasão extraterrestre. Os resultados sugeriram a existência de menos de uma civilização Tipo-1 hostil na Escala de Kardashev capaz de viagens interestelares próximas, com uma probabilidade de invasão duas ordens de magnitude menor que a probabilidade de impacto de um asteroide destruidor de planetas. Quando entrevistado pelo programa de TV espanhol Zapeando, Caballero afirmou que "enquanto cerca de 5% da população da Terra é psicopata, em outro planeta esse percentual pode ser maior".

## Vida pessoal
Caballero nasceu em Edimburgo em 1991. Ele passou sua infância na capital da Escócia até que sua família se mudou para Vigo, uma cidade espanhola na costa norte-atlântica do país. Caballero estudou criminologia na Universidade de Santiago de Compostela e resolução de conflitos na Universidade de Vigo, na Espanha. Ele se interessou por astronomia desde jovem, e em 2017 iniciou um canal no YouTube para divulgação científica e para apresentar suas pesquisas ao público. Dois anos depois, em 2019, ele passou a se envolver na coordenação de observatórios astronômicos. Caballero também utiliza um de seus hobbies, day trading, para financiar a busca por inteligência extraterrestre.